# Eupithecia costiconvexa
Eupithecia costiconvexa (en japonés, ホソオビヒゲナガ) es una especie de polilla de la familia Geometridae. La especie fue descrita por primera vez por Hiroshi Inoue habiendo sido descrita en 1979, con distribución en Japón y Tailandia. El holotipo de la especie fue descrita en el sector Sakinohama a poca distancia de Muroto en la Prefectura de Kōchi. Esta especie pertenece al grupo de especies proterva.

## Distribución
La especie se ha descrito en la Región de Shikoku y las islas de Honshu, Kyushu, Tsushima, Yakushima.

## Descripción
La polilla es pequeña con una envergadura de 19 milímetros (0,7 plg). Es gris oscura y tiene marcas confusas por todas partes y sólo se notan los puntos blanquecinos en el borde de las alas anteriores.